# 다운중학교
다운중학교(茶雲中學校)는 대한민국 울산광역시 중구 다운동에 위치한 공립 중학교이다.

## 학교 연혁
- 2003년 10월 2일 : 다운중학교 시설 결정고시
- 2007년 7월 8일 : 다운중학교 준공
- 2007년 12월 27일 : 다운중학교 설립 인가(남·여 24학급)
- 2008년 3월 4일 : 다운중학교 개교 및 제1회 입학식(8학급 281명 입학)
- 2011년 2월 16일 : 제1회 졸업식(졸업생 282명 남 152명, 여 130명)
- 2025년 1월 6일 : 제15회 졸업식(졸업생 62명 남 28명, 여 34명)
- 2025년 3월 1일 : 제6대 김양숙 교장 취임
- 2025년 3월 4일 : 제18회 입학식(입학생 82명 남 45명, 여 37명)

## 참고 자료
- 다운중학교 - 한국교육학술정보원 학교알리미